# Kulesov-hatás
A Kulesov-hatást Lev Kulesov orosz filmrendező, az orosz filmművészeti iskola létrehozója 1929-ben megjelent “Filmművészet” című elméleti művében publikálta. Lényege, hogy egy film vágása során két egymás után következő jelenet esetén a második jelenettel lényegesen módosítható az elsődleges jelenet értelmezése.

## Leírása
A Kulesov által végzett bemutató kísérlet, amelyet a kollégáinak bevonásával végezett, a következő volt: a kor legismertebb filmszínészének, Mozzsuhinnak elkészítette egy premier plán felvételét, ahogy az ül és a távolba tekint. Ezt követően három különböző felvételt készített, szintén premier plánban: egy forró párolgó tányérról, egy koporsóban fekvő kisgyermekről és végül egy pamlagon fekvő fiatal leányról. Ezek a felvételek összevágásra kerültek oly módon, hogy közvetlenül Mozzsuhin felvételét követően vágták be a forró párolgó tányért, a koporsóban fekvő kisgyermeket, illetve a pamlagon fekvő fiatal leányt. Ezeket a montázsokat, először Mozzsuhin arcát, majd a különböző jeleneteket, levetítették. A nézők egymástól teljesen függetlenül arra a következtetésre jutottak, hogy az első esetben a színész arcán látszik az éhség, a másodikon a szomorúság, míg a harmadikon az izgatottság, annak ellenére, hogy valójában Mozzsuhin a semmibe nézett. A kísérlet gyorsan világszerte ismertté és a montázsnak a filmművészetben történő felhasználásának egyik fő szabályává vált.
A Kulesov-effektust a pszichológusok is tanulmányozták, és az a mai napig a filmrendezők egyik alapvető fogása. Alfred Hitchcock a „Boldogság definíciója” című interjújában szintén bemutatja a Kulesov-hatást, mint az általa „tiszta szerkesztésnek” nevezett vágási eljárást. Első esetben egy csecsemőt tartó nőt ábrázol, hozzá illesztve saját mosolygó arcát, ezt a nézők mint kedves öregembert értelmezték, amikor a gyermeket tartó nőt egy fiatal bikinis nővel cserélte le, akkor úgy tekintettek rá mint „egy vén kujonra”.
A Kulesov által az 1910-es és 1920-as években kidolgozott és használt montázstechnika adta a szovjet filmművészet montázstechnikájának az elméleti alapjait, és olyan a filmtörténetet meghatározó rendezők alkalmazták, mint Szergej Mihajlovics Eisenstein (Patyomkin páncélos, Október), Vszevolod Illarionovics Pudovkin (Az anya, Szentpétervár végnapjai) vagy Dziga Vertov (Ember a felvevőgéppel).